# برایان جانسون (کارآفرین)
برایان جانسون (۲۲ اگوست ۱۹۷۷) یک کارآفرین آمریکایی است. او بنیان‌گذار و مدیرعامل تجهیزات پزشکی کرنل و سرمایه‌گذار در پروژه‌های مختلف می‌باشد.
جانسون همچنین بنیان‌گذار، رئیس و مدیرعامل برین تری (Braintree) بود. این شرکتی متخصص در سیستم‌های پرداخت تلفنی در سال ۲۰۱۳ به قیمت ۸۰۰ میلیون دلار به پی‌پل فروخته شد.

## تلاش برای تمدید عمر
جانسون از یک رژیم غذایی و سبک زندگی سختگیرانه برای افزایش طول عمر پیروی می‌کند.
در ۱۳ اکتبر ۲۰۲۱، جانسون یک تلاش ضد پیری به نام بلوپرینت را اعلام کرد. جانسون طی تزریقی پلاسمای به میزان ۱ لیتر که توسط پسرش اهدا شده بود را دریافت کرد. FDA اعلام کرده است که انتقال‌هایی مانند نوعی که جانسون انجام داده است بی فایده است و ممکن است مضر باشد.
تلاش‌های او با انتقاد برخی از متخصصان در زمینه‌های مرتبط با سالمندی مواجه شده است. موشه زیف، استاد فارماکولوژی و درمان در دانشگاه مک گیل، ابراز تردید کرده است که علم هنوز قادر به دستیابی به نتایج قابل توجهی است که جانسون ادعا می‌کند به آن دست یافته است. اندرو استیل، دانشمند و نویسنده طول عمر، اظهار داشته است که ژنتیک بیشترین نقش را در تعیین امید به زندگی فرد ایفا می‌کند و هیچ مقداری از شیوه‌هایی که جانسون انجام می‌دهد نمی‌تواند ژنتیک را تغییر دهد.